# グレゴル・バイデ
グレゴル・バイデ（Gregor Bajde 、1994年4月29日 - ）は、スロベニア・スポドニ・ホティチ出身のプロサッカー選手。NKブラヴォ所属。ポジションは、フォワード、ミッドフィールダー（ウイング）。

## タイトル
マリボル
- スロベニア・チャンピオンシップ (2): 2016-17, 2018-19
- スロベニア・カップ (1): 2015-16